# Liste der 999 Frauen des Heritage Floor/Christine de Pizan
Diese Liste beschreibt das Gedeck für Christine de Pizan auf dem Tisch der Kunstinstallation The Dinner Party von Judy Chicago. Sie ist Teil der Liste der 999 Frauen des Heritage Floor, die den jeweiligen Gedecken auf dem Tisch zugeordnet sind. Die Namen der 999 Frauen befinden sich auf den Kacheln des Heritage Floor, der unterhalb des Tisches angeordnet, zur Kunstinstallation gehört.

## Beschreibung
Die Installation besteht aus einem dreiseitigen Tisch, an dem jeweils 13 historische oder mythologische Persönlichkeiten, somit insgesamt 39 Personen, von der Urgeschichte bis zur Frauenrechtsbewegung Platz finden. Diesen Personen wurde am Tisch jeweils ein Gedeck bestehend aus einem individuell gestalteten Tischläufer, einem individuell gestalteten Teller sowie einem Kelch, Messer, Gabel, Löffel und einer Serviette zugeordnet. Die erste Seite des Tisches widmet sich der Urgeschichte bis zur Römischen Kaiserzeit, die zweite der Christianisierung bis zur Reformation und die dritte von der Amerikanischen Revolution bis zur Frauenbewegung. Jedem Gedeck auf dem Tisch sind weitere Persönlichkeiten zugeordnet, die auf den Fliesen des Heritage Floor, der den Raum unter dem Tisch und die Mitte des Raumes zwischen den Seite des Tisches einnimmt, einen Eintrag erhalten haben. Diese Liste erfasst die Persönlichkeiten, die dem Gedeck von Christine de Pizan zugeordnet sind. Ihr Platz befindet sich an der zweiten Tischseite.

### Hinweise
Zusätzlich zu den Namen wie sie in der deutschen Transkription oder im wissenschaftlichen Sprachgebrauch benutzt werden, wird in der Liste die Schreibweise aufgeführt, die von Judy Chicago auf den Kacheln gewählt wurde.
Die Angaben zu den Frauen, die noch keinen Artikel in der deutschsprachigen Wikipedia haben, sind durch die unter Bemerkungen angeführten Einzelnachweise referenziert. Sollten einzelne Angaben in der Tabelle nicht über die Hauptartikel referenziert sein, so sind an der entsprechenden Stelle zusätzliche Einzelnachweise angegeben. Bei Abweichungen zwischen belegten Angaben in Wikipedia-Artikeln und den Beschreibungen des Kunstwerks auf der Seite des Brooklyn Museums wird darauf zusätzlich unter Bemerkungen hingewiesen.

### Gedeck für Christine de Pizan

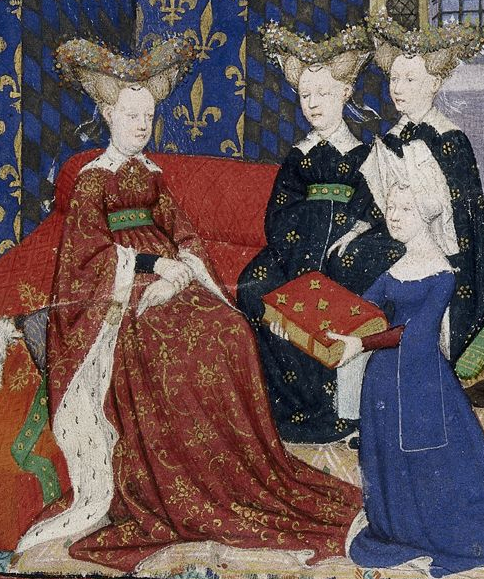
Christine de Pizan stellt ihr Werk Isabeau de Bavière vor.

Christine de Pizan wurde 1364 in Venedig geboren. Ihr Vater war der Astrologe und Arzt Tommaso da Pizzano. Pizzano wurde an den Hof von Karl V. als Astrologe und Leibarzt berufen und so kam Christine de Pizan als Vierjährige nach Paris. Ihr Vater gab ihr Unterricht in Latein, Geometrie und Arithmetik, Pizan selbst pflegte umfangreiche Lektüre älterer und zeitgenössischer, theologischer und profaner Literatur in französischer und lateinischer Sprache. Sie wurde im Alter von fünfzehn Jahren mit dem königlichen Sekretär Étienne du Castel verheiratet, mit dem sie drei Kinder hatte. Er starb 1390 an einer Seuche, bereits drei Jahre zuvor war ihr Vater gestorben und Christine de Pizan musste um ihr Erbe und um die finanzielle Sicherheit der Familie kämpfen. Neben ihren Kindern sorgte sie für ihre Mutter und zwei jugendliche Brüder. Unter diesen Umständen und ohne Vermögen konnte sie nicht auf eine erneute Heirat hoffen. Sie begann Balladen, Lais und Rondeaus zu verfassen. Für ihre Kinder verfasste sie das Erziehungsbuch Buch der Klugheit, das sie, gegen das übliche Entgelt, Philipp dem Kühnen widmete. Weitere zahlungskräftige Mäzene wurden auf sie aufmerksam und sie widmete weitere Werke der französische Königin Isabeau de Bavière und den Herzögen Johann von Berry, Ludwig von Orléans und Johann Ohnefurcht von Burgund, dem Nachfolger Philipps des Kühnen.
Ihr Werk als Lyrikerin widmete sich anfänglich der Liebe, bei der sie auch den Verlust ihres Gatten beklagte. Später verfasste sie in Versform und in Prosa lehrhaft-philosophische Werke. In politisch motivierten Werken reagierte sie auf den Bürgerkrieg der Armagnacs und Bourguignons in Frankreich, bei dem auch immer wieder England in die Streitigkeiten gezogen wurde. Im Jahr 1399 kritisierte sie die Misogynie der Männer ihres gesellschaftlichen Umfeldes. Ihr aus heutiger Sicht interessantestes Werk Le Livre de la Cité des Dames stellte sie im Jahr 1405 fertig. In diesem frühen Werk, in dem es um Gleichberechtigung zwischen Mann und Frau ging, welches aus heutiger Sicht als eines der ersten feministischen Werke Europas gilt und Auslöser für die Querelle des Femmes war, weist sie am Beispiel bedeutsamer Frauengestalten aus der biblischen und profanen Geschichte auf die verkannten Fähigkeiten der Frau hin und entwickelt das Bild einer utopischen Gesellschaft, in der den Frauen gleiche Rechte gewährt werden.
Ihr letztes Werk, ein Lobpreis, das Dictié en l’honneur de la Pucelle, Jeanne d’Arc, der „Jungfrau von Orléans“ gewidmet, erschien 1430 in Poissy, wo Christine de Pizan seit 1418 bei ihrer Tochter Marie im Kloster der Dominikanerinnen von Saint-Louis de Poissy lebte. Hiernach ist nichts mehr bekannt über sie. Vermutlich starb sie bald nach 1430 in Poissy.
In dem Gedeck für Christine de Pizan dominieren lebendige Rot- und Grüntöne. Ihr Teller ist mit einer abstrahierten wirbelnden Schmetterlingsform gestaltet. Für Chicago soll diese Form eine Geste der Verteidigung darstellen, die die Bemühungen um Schutz der Frauen symbolisiert. Der Tischläufer ist in den gleichen Farbtönen gehalten, die wie gezackte Flammenzungen zur Mitte des Läufers züngeln. Das wellenförmige, farbenfrohe Muster ist charakteristisch für die Bargello-Nadelspitze, die auch als „Flammenstich“ oder „Florentiner Stich“ bezeichnet wird. Der Initiale-Buchstabe „C“ auf der Vorderseite des Tischläufers zeigt die Szene, in der Pizan der Königin von Frankreich Isabeau de Bavière ihr Werk vorstellt.
| Name                                                   | Schreibweise auf der Kachel | Geburtsdatum | kulturräumliche Zuordnung                            | Bemerkungen | Bild |
| ------------------------------------------------------ | --------------------------- | ------------ | ---------------------------------------------------- | --- | ---- |
| Agnes Randolph                                         | Agnes of Dunbar             | etwa 1312    | Schottland                                           | Bekannt als Schwarze Agnes, verteidigte sie die Familienburg, das Dunbar Castle, während ihr Mann Patrick V., Earl of March, sich im Krieg befand. |      |
| Aliénor de Poitiers                                    | Aliénor de Poitiers         | 15. Jh.      | Königreich Frankreich                                | Autorin von Les honneurs de la cour, ein Buch über das höfische Ritual und die Etikette für alle sozialen Schichten. Sie wurde als Emily Post des 15. Jahrhunderts beschrieben. |      |
| Anastaise                                              | Anastasia                   | vor 1400     | Königreich Frankreich                                | Anastasia wurde von der Philosophin und Dichterin Christine de Pizan als eine der begabtesten Manuskript–Illuminatorinnen ihrer Generation genannt. Sie war zu Beginn des 15. Jahrhunderts in Paris tätig. |      |
| Angela Merici                                          | Angela Merici               | 1474         | Herzogtum Mailand                                    | Gründerin der Compagnia di Sant'Orsola, aus der sich die Ordensgemeinschaft der Ursulinen entwickelte. |      |
| Beatriz Galindo                                        | Beatrix Galindo             | 1465         | Königreich Kastilien                                 | Schriftstellerin, Humanistin und Lehrerin von Königin Isabella I. von Kastilien und ihren Kindern. |      |
| Bourgot Le Noir                                        | Bourgot                     | 14. Jh.      | Königreich Frankreich                                | Buchmalerin, Tochter und Schülerin von Jean Le Noir, von dem sie die Buchmalerei erlernte. |      |
| Clara Hätzlerin                                        | Clara Hatzerlin             | 1430         | Heiliges Römisches Reich, Augsburg                   | Lohnschreiberin des 15. Jahrhunderts. Sie ist die einzige urkundlich bezeugte Frau, die gegen Bezahlung handschriftliche Kopien deutscher Kodizes herstellte. |      |
| Cobhlaith Mhór Ní Chonchobhair                         | Cobhlair Mor                | 14. Jh.      | Irland                                               | Wohlhabende Irin und Bewahrerin gälischer Sitten zu einer Zeit, als sie von Eduard III. von England unterminiert wurden. |      |
| Francisca de Lebrija                                   | Francisca de Lebrija        | 16. Jh.      | Königreich Kastilien                                 | Dozentin an der Universität von Alcalá de Henares in Spanien. |      |
| Ingrid Persdotter                                      | Ingrida                     | 15. Jh.      | Schweden                                             | Angebliche Nonne im Kloster der Heiligen Birgitta in Vadstena. Bekannt dafür, dass sie 1498 einen leidenschaftlichen Liebesbrief an einen Ritter namens Axel Nilsson geschrieben haben soll. Nach aktuellem Forschungsstand ist der Brief eine Fälschung, die Nonne Ingrid Persdotter ist historisch nicht verbürgt. |      |
| Isotta Nogarola                                        | Isotta Nogarola             | 1418         | Republik Venedig                                     | Humanistin und Autorin. |      |
| Jane Anger                                             | Jane Anger                  | 16. Jh.      | England                                              | Autorin und die erste Frau, die eine vollständige Verteidigung ihres Geschlechts in englischer Sprache veröffentlicht hat. Der Titel ihrer Verteidigung, Jane Anger Her Protection For Women, wurde 1589 veröffentlicht.                                                                                             |      |
| Juliana Berners                                        | Juliana Bernes              | um 1400      | England                                              | Schriftstellerin und Priorin des Klosters Sopwell bei St Albans. |      |
| Maddalena Buonsignori                                  | Maddalena Buonsignori       | 14. Jh.      | Universität Bologna                                  | Rechtsprofessorin an der Universität Bologna. |      |
| Marfa Borezkaja                                        | Martha Baretskaya           | 15. Jh.      | Nowgorod                                             | Führte angeblich den Kampf um Nowgorod gegen das Großfürstentum Moskau und die Annexion der Stadt durch Iwan III. von Russland 1478. |      |
| Margaret Beaufort                                      | Margaret Beaufort           | 1443         | England                                              | Renaissancefürstin, Mutter von Heinrich VII. von England, Gründerin des St. John’s College der University of Cambridge. |      |
| Mairgréag Ní Chearbhaill / Margaret O’Carroll / Failge | Margaret O’Connor           | 15. Jh.      | Irland                                               | Adlige, die für ihre Frömmigkeit und Gastfreundschaft bekannt war. |      |
| Margaret Paston                                        | Margaret Paston             | 14. Jh.      | England                                              | Schrieb einige der Paston Letters, eine Sammlung von Korrespondenzen zwischen Mitgliedern der Paston-Familie von Norfolk und anderen, die in den Jahren 1422 bis 1509 in England mit ihnen in Verbindung standen. Die Sammlung enthält auch Staatsblätter und andere wichtige Dokumente.                             |      |
| Margaret Roper                                         | Margaret Roper              | 1505         | England                                              | Übersetzerin und Autorin, älteste Tochter von Sir Thomas More. |      |
| Margareta Karthäuserin                                 | Margareta Karthauserin      | 15. Jh.      | Heiliges Römisches Reich, Katharinenkloster Nürnberg | Nonne im Dominikanerkloster St. Katharina in Nürnberg und eine höchst geschickte Schreibkraft. |      |
| Margery Kempe                                          | Margery Kempe               | 1373         | England                                              | Mystikerin und Visionärin, bekannt für ihre mittelenglische Schrift The Book of Margery Kempe. |      |
| Modesta Pozzo                                          | Modesta Pozzo               | 1555         | Republik Venedig                                     | venezianische Schriftstellerin, Autorin der „protofeministischen Streitschrift“ Das Verdienst der Frauen. |      |
| Rose de Burford                                        | Rose de Burford             | 13. Jh.      | England                                              | Kauffrau und Geschäftsfrau in der City of London. |      |
| Teresa de Cartagena                                    | Teresa de Cartagena         | um 1425      | Königreich Kastilien                                 | Eine Nonne, die die „Admiraçión operum Dey“ (Wunder an den Werken Gottes) verfasste, die als die erste von einer spanischen Frau geschriebene feministische Schrift angesehen wurde. |      |

Einzelnachweise
1. ↑  Brooklyn Museum: Christine de Pisan. In: brooklynmuseum.org. Abgerufen am 25. Oktober 2019.
2. ↑  Brooklyn Museum: Ingrida. In: brooklynmuseum.org. Abgerufen am 25. Oktober 2019.
3. ↑  SDHK-Nr. 33566, Svenskt Diplomatariums huvudkartotek över medeltidsbreven, Riksarkivet, zuletzt geändert am 5. Juni 2015 (abgerufen am 5. März 2021).